# Ionensensitiver Feldeffekttransistor
Der ionensensitive Feldeffekttransistor (ISFET, auch ionenselektiver oder ionenempfindlicher Feldeffekttransistor) ist ein spezieller Typ von Isolierschicht-Feldeffekttransistor (IGFET), der den pH-Wert einer Lösung messen kann. Der ISFET wurde 1970 entwickelt und stellt die erste Bauform der sogenannten Enzym-Feldeffekttransistoren (Biosensor-FETs) dar.

## Funktionsweise

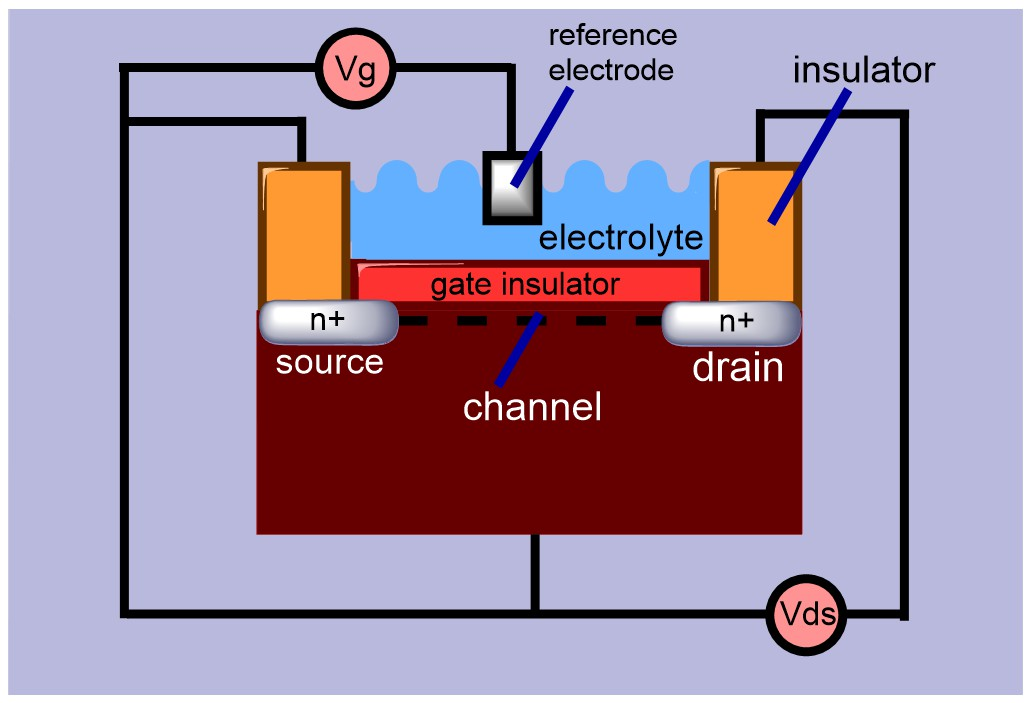
Prinzipaufbau eines ISFET

Das Messprinzip basiert genau wie beim Isolierschicht-Feldeffekttransistor auf einer Veränderung des Feldeffektes (Ausbildung einer Raumladungszone), welcher sich zwischen Source und Drain bildet. An Stelle des elektrischen Kontaktes am Gate wird eine ionensensitive Schicht (z. B. Al2O3, Si3N4, oder Ta2O5 als pH-sensitive Schicht) aufgebracht, die direkt mit der zu messenden Flüssigkeit in Kontakt gebracht wird. Über eine Biasspannung (in der Skizze rechts als Vg bezeichnet) kann über eine Referenzelektrode, die sich ebenfalls in der Lösung befindet, der Arbeitspunkt des ISFETs festgelegt werden (analog zum Festlegen des Arbeitspunktes eines FETs).
Abhängig von der Konzentration der Ionen in der zu untersuchenden Lösung bildet sich ein zusätzliches Oberflächenpotential am Kontakt zwischen Flüssigkeit und ionensensitiver Schicht (Nernst-Gleichung) aus. Dieses Potential addiert sich auf die konstant angelegte Biasspannung auf und beeinflusst somit die Raumladungszone zwischen Source und Drain. Dies führt zu einer Änderung des Source-Drain-Stromes, welcher gemessen werden kann. Die Änderungen sind daher direkt proportional zur Änderung der Analytkonzentration. Über eine Kalibrierung lässt sich mit Hilfe des gemessenen Stroms auf die Analytkonzentration zurückrechnen. Der ISFET ist elektrisch betrachtet dabei ein Transimpedanzwandler. Ein elektrisches Potential wird, ohne dass ein nennenswerter Strom fließt, potentiometrisch gemessen und in einen messbaren Source-Drain-Strom umgesetzt. Dieser ist dabei in erster Näherung unabhängig von nachfolgenden Schaltungen und somit als hochohmige Stromquelle belastbar.